# Стояново (Тульская область)
Стояново — село в Одоевском районе Тульской области России.
В рамках административно-территориального устройства является центром Стояновской сельской администрации Одоевского района, в рамках организации местного самоуправления включается в сельское поселение Восточно-Одоевское.

## География
Расположено на открытом возвышенном месте, в 10 км к юго-востоку от райцентра, посёлка городского типа Одоев, и в 64 км к юго-западу к областного центра, г. Тулы.

## История
Упоминается в «Дозорной книге поместных и во́тчинных земель в станах Деревском, Богоявленском и Площацком, письма и дозора Ивана Шулепова и подъячаго Ивана Федотьева. 7124 г.» за 1616 год, где сказано: «Село Никольское Стояново, на речке на Сижинке. А в нём церковь Великого Чюдотворца Николы, древяна, клетцки. А в церкве Божия милосердия: образы и книги, и ризы, и всякое церковное строенье мирское; церковные пашни паханые добрые земли шесть чети, перелогу десять чети.».
П. И. Малицкий в «Приходах и церквях Тульской епархии» за 1895 год так описывает село Никольское Стояново: 
время образования церковного прихода не известно. Приход состоит из самого села, деревень: Аболдуева (Болдова), Брусна, Кривая, Никольская (Старая Никольская) и сельцо: Бородино (Хутор Бородин) (не сущ.), Кривое, Никольское; с числом прихожан в приходе 1590 человек (мужского и женского пола). Каменный храм во имя Николая Чудотворца с приделом во имя иконы Божией Матери «Троеручицы» построен в 1777 году на средства помещика полковника Батвиньева. Причт состоял из священника и псаломщика. Церковной земли имеется: усадебной 3 десятины, пахатной 27 десятин, неудобий — 3. В 1887 году при церкви построили каменное здание для школы, где в 1890 была открыта школа грамоты, преобразованная затем в церковно-прихо́дскую. Закрыта в 1930-е годы. Ныне (2019) не действует, находится в полуразрушенном состоянии.
В 1859 году в селе насчитывалось 30 крестьянских дворов, в 1915 — 50 дворов.

## Население
| Годы      | 1857 | 1859 | 1915 | 2010 |
| --------- | ---- | ---- | ---- | ---- |
| Население | 269  | 309  | 346  | ↘161 |

## Инфраструктура
Личное подсобное хозяйство.
Основа экономики — сельское хозяйство.

## Транспорт
Деревня доступна автотранспортом. Остановка общественного транспорта «Стояново».

## Интересные факты
- Село стало местом съёмок 5 выпуска 1 сезона шоу «Новая Битва экстрасенсов», вышедшего в эфир телеканала ТНТ 8 октября 2022 года[11].